# Diana Golden (esquiadora)
Diana Golden Brosnihan, (Lincoln (Massachusetts), 20 de marzo de 1963-Providence (Rhode Island), 25 de agosto de 2001) fue una deportista de esquí discapacitada estadounidense. Después de perder una pierna por cáncer a los 12 años de edad, ganó 10 campeonatos mundiales y 19 campeonatos de los Estados Unidos entre 1986 y 1990 como esquiadora de tres pistas o de una sola pierna. Golden también ganó una medalla de oro olímpica en eslalon gigante en los Juegos de Calgary de 1988, donde el esquí para discapacitados fue un deporte de exhibición. Participó en el esquí alpino en dos Juegos Paralímpicos de Invierno, en los Juegos Paralímpicos de Geilo 1980 y en los Juegos Paralímpicos de Innsbruck 1988, ganando dos medallas de oro en este último año. Después de retirarse del esquí, el cáncer regresó en 1992 y 1996, y su último ataque de cáncer resultó con su muerte en 2001.

## Primeros años
Diana Golden creció en Lincoln, Massachusetts y comenzó a esquiar a la edad de cinco años, haciendo viajes regulares al área de esquí de Cannon Mountain con sus padres. Sin embargo, en 1975, a la edad de 12 años, su pierna derecha se colapsó mientras caminaba a casa después de esquiar y los médicos le diagnosticaron cáncer de hueso. Como resultado, los médicos tuvieron que amputarle la pierna por encima de la rodilla para evitar que el cáncer se extendiera.
Después de la cirugía, la primera pregunta que Golden se hizo fue si sería capaz de esquiar de nuevo y se sintió aliviado al descubrir que sería capaz de hacerlo. Después de que le colocaran una prótesis aprendió a caminar y luego a esquiar de nuevo en seis o siete meses con la ayuda de la Asociación de Deportistas Discapacitados de Nueva Inglaterra. En su tercer año en el Lincoln-Sudbury Regional High School se convirtió en miembro del equipo de esquí y a los 17 años se unió al Equipo de Esquí para Discapacitados de los Estados Unidos (USDST).[
Después de la escuela secundaria, Golden fue a la Universidad de Dartmouth y obtuvo una licenciatura en literatura inglesa en 1984. Allí, en 1982, compitió en los Campeonatos Mundiales de Discapacitados en Noruega, ganando una medalla de oro en el descenso y una de plata en el eslalon gigante. Sin embargo, luego se desilusionó con el esquí de competición y se unió a un grupo de cristianos del Nuevo nacimiento. Después de la universidad, fue a trabajar a una empresa local que vendía software de computación antes de que un amigo la reintrodujera al esquí y descubriera de nuevo su amor por este deporte. En 1985 se reincorporó al USDST y obtuvo patrocinios y una beca para poder dedicarse a ello a tiempo completo.

## Carrera deportiva
Al año siguiente de su regreso al esquí, Golden había ganado cuatro medallas de oro a nivel internacional, incluidas tres en los Campeonatos Mundiales de Discapacitados de 1986. Dominó los Campeonatos Alpinos de Discapacitados de los Estados Unidos, ganando las cuatro disciplinas de eslalon gigante, eslalon, descenso y combinado en 1987 y 1988. También en 1988 Golden ganó 2 oros en los Campeonatos Mundiales de Discapacitados y el más famoso fue un oro en el eslalon gigante en las Olimpiadas de Invierno en Calgary, donde el evento fue un deporte de exhibición.  Golden se retiró en 1990 pero antes de esto ganaría 3 medallas de oro en su último Campeonato Mundial de Discapacitados en 1990 en el Winter Park Resort en Colorado. En total a lo largo de su carrera Golden ganó 19 medallas de oro nacionales, 10 mundiales y 1 olímpica para discapacitados.
En un principio, Golden utilizaba balancines para esquiar, pero los abandonó en favor de los bastones de esquí normales para poder alcanzar mayores velocidades, paunque requerían más fuerza y resistencia. En 1990, utilizando los bastones de esquí normales y un esquí, se registró que Golden viajaba a 65 millas por hora durante una carrera de descenso. Golden también participó en eventos para discapacitados y consiguió que la Asociación de Esquí y Snowboard de los Estados Unidos (USSA) aprobara la «Regla de Oro» en 1985, según la cual los mejores esquiadores discapacitados podían competir después de que los 15 mejores esquiadores hubieran participado, permitiendo así a los esquiadores discapacitados competir antes de que la pista se estropeara por el uso excesivo. En 1987, compitiendo contra competidores capacitados, Golden terminó décima en una competición de la USSA.
Golden recibió varios premios durante su carrera, incluyendo el Beck Award de la USSA en 1986, que honra a la mejor esquiadora en la competición internacional. Sin embargo, fue en 1988 cuando Golden recibió el mayor reconocimiento cuando tanto la revista Ski Racing Magazine como el Comité Olímpico de los Estados Unidos la nombraron esquiadora del año, eligiéndola por delante de las esquiadoras sin discapacidades.

## Vida final
Golden se convirtió en una oradora motivacional después de su carrera de esquiadora, y también se dedicó a la escalada en roca y al alpinismo, lo que la llevó a escalar con éxito el Monte Rainier. Sin embargo, en 1992, a la edad de 29 años, se le diagnosticó un cáncer de mama, por el que tuvo que ser tratada con mastectomías bilaterales. Mientras la operaban, los doctores también encontraron un crecimiento pre-maligno y como resultado tuvieron que remover su útero. Después de esto, al darse cuenta de que nunca podría tener hijos, Golden se deprimió y en 1993 intentó suicidarse, algo que consideraría de nuevo.
Golden se recuperó y retomó el discurso motivacional pero lo dejaría para siempre en 1996 cuando le diagnosticaron de nuevo un cáncer de mama, que era tratable pero ahora incurable. Regresó a Nueva Inglaterra desde Colorado y fue aquí donde conoció una vez más a Steve Brosnihan, un dibujante independiente que había conocido en el Dartmouth College. Brosnihan y Golden se enamoraron y se casaron en agosto de 1997.
Golden murió en agosto de 2001 a causa del cáncer a la edad de 38 años. Tras su muerte, Golden inspiraría una serie de carreras llamada Diana Golden Race Series, organizada por Disabled Sports USA, en las montañas que ofrecen programas que enseñan a esquiar a los discapacitados físicos. El Fondo de Oportunidades de Diana Golden es la dotación que apoya y alienta a los atletas junior con discapacidades en su búsqueda de la excelencia en el esquí mediante la concesión de becas para la compra de equipos o la participación en una carrera de adaptación o un campamento de desarrollo.
Después de su retiro del esquí, Golden continuó siendo honrada por varias organizaciones. En 1991 la Fundación Deportiva Femenina le otorgó el Premio Conmemorativo Flo Hyman, mientras que en 1997 fue admitida en el Salón de la Fama del Esquí Nacional de los Estados Unidos y en el Salón de la Fama de la Fundación Deportiva Femenina Internacional. La cita de su entrada en el Salón de la Fama Internacional decía "Convenció al mundo del esquí de tratar a todos los atletas por igual, independientemente de su capacidad o, en su caso, discapacidad».